# Láz (okres Příbram)
Láz (německy Laas) je obec v okrese Příbram ve Středočeském kraji, asi 8 km jihozápadně od Příbrami. Žije zde 641 obyvatel. 
Obec je rozložena v okolí horního toku Litavky, tam, kde řeka opouští brdské lesy a vstupuje do volné krajiny.

## Název
V lesnaté krajině vznikaly kácením mýtiny tzv. lazy, na kterých byly zakládány osady. Odtud pravděpodobně vznikl název osady Láz.

## Historie
První písemná zmínka o vsi pochází z roku 1348, kdy obec patřící k rožmitálskému panství prodal Sezima z Rožmitálu pražskému arcibiskupovi. Při prodeji měla obec 5 usedlostí a chalupu pastýře a patřilo k ní 1 a čtvrt lánu půdy. Horní a Dolní Láz byly původně osadami uhlířů, jejíž hlavní obživou bylo pálení dřevěného uhlí v milířích a také dřevařů. S rozvojem hornictví na Příbramsku se obě obce rozšiřovaly a jejich hospodářství se měnilo na zemědělsko-hornické.
Za první světové války z obce narukovalo 140 mužů, z nichž padlo 16 z Dolního Lázu, 7 z Horního Lázu a 6 zůstalo nezvěstných. Po skončení války byl obci v neděli 29. května 1921 slavnostně odhalen pomník padlým. V roce 1930 byla obec elektrifikována a Tomáš G. Masaryk byl jmenován čestným občanem obce. V roce 1932 obec postihla velká povodeň.
V roce 1946 byla v Dolním Lázu postavena autobusová garáž a zajištěno pravidelné autobusové spojení na Příbram. Dne 5. března 1950 byly obce Horní a Dolní Láz sloučeny pod společný název Láz. Tehdy měla obec 172 domů a 575 obyvatel. V roce 1956 byla zahájena výstavba koupaliště v tzv. Akci Z a úprava veřejných komunikací. V dalších letech bylo vybudováno také fotbalové hřiště, autobusová čekárna a most přes Litavku.
V roce 2002 obec zasáhla povodeň při níž voda podemlela kamenný most z roku 1928, který musel být následně zbourán. Nahradil jej nový betonový most.

## Geografie

### Vodstvo
Rozvoj hornictví a s ním spojeného dolování vedl ke spotřebě vody, která byla nutná pro dolování a úpravu rud. V lesích za Lázem byly proto budovány vodní nádrže, odkud byla voda vedena dlážděnými strouhami až na Březové Hory. 
Nedaleko obce se nachází Lázský rybník (také Lázská nádrž), který byl založen roku 1818 a dokončen roku 1822. Jeho dno se nachází v nadmořské výšce 643 metrů. Na dokončené vodní dílo se osobně přijel podívat arcivévoda František Karel, proto příbramští hodnostáři rozhodli, že se na jeho počest bude jmenovat „Rybník arcivévody Františka Karla”. Místní však jméno nepřijali, pro ně to byl vždy Lázský rybník, což nakonec vzaly na vědomí i úřady. Když v roce 1897 přišla velká voda, hráz rybníka se pod náporem vody začala trhat, ale otvor se podařilo dříve ucpat. Lázký rybník slouží jako zdroj pitné vody pro příbramskou aglomeraci.

## Obecní správa

### Členění obce
- Láz (k. ú. Láz a Láz v Brdech)

Součástí obce je také základní sídelní jednotka Láz v Brdech. Obec Láz se skládá z Dolního a Horního Lázu a z Žernové.
Sousedními obcemi sídla jsou Vranovice, Vysoká u Příbramě a Bohutín.
Obec Láz vznikla roku 1950 sloučením dosavadních obcí Dolní Láz a Horní Láz a připojením osady Žernová z obce Obecnice. Následně byla západní část území obce začleněna do nově zřízeného vojenského újezdu Brdy. Tato část pak byla roku 1967 přeměněna v nové katastrální území Láz I. K 31. lednu 2003 pak bylo katastrální území Láz I začleněno do rozšířeného k. ú. Baština. V souvislosti se zánikem vojenského újezdu Brdy bylo k 1. lednu 2016 k obci připojeno katastrální území Láz v Brdech, které vzniklo k 10. únoru 2014 se značně podobným vymezením, jako mělo dřívější katastrální území Láz I. Toto území má rozlohu 4,337243 km² a je zde evidováno 0 budov a 0 obyvatel.

### Územněsprávní začlenění
Dějiny územněsprávního začleňování zahrnují období od roku 1850 do současnosti. V chronologickém přehledu je uvedena územně administrativní příslušnost obce v roce, kdy ke změně došlo:
- 1850 země česká, kraj Praha, politický i soudní okres Příbram[10]
- 1855 země česká, kraj Praha, soudní okres Příbram
- 1868 země česká, politický i soudní okres Příbram
- 1939 země česká, Oberlandrat Tábor, politický i soudní okres Příbram[11]
- 1942 země česká, Oberlandrat Praha, politický i soudní okres Příbram[12]
- 1945 země česká, správní i soudní okres Příbram[13]
- 1949 Pražský kraj, okres Příbram[14]
- 1960 Středočeský kraj, okres Příbram
- 2003 Středočeský kraj, okres Příbram, obec s rozšířenou působností Příbram

### Starostové
- Jitka Říhová (?–2010)
- Vlasta Čechová (2010–2014)
- Antonín Kropáč (2014–současnost)

## Společnost
Sbor dobrovolných hasičů Láz byl založen dne 20. prosince 1888. Při jeho založení se do sboru přihlásilo 35 členů – 27 činných a osm přispívajících. Prvním velitelem byl zvolen Josef Volf. Z příjmů, které po svém založení sbor získal od členů i různých subjektů, bylo zakoupeno potřebné vybavení. Dne 20. července 1890 proběhlo první veřejné cvičení za účasti veřejnosti i sborů z okolí. Sbor v této době ještě nevlastnil stříkačku, takže cvičení proběhlo se stříkačkou zapůjčenou z lázské pily. O nákupu vlastní stříkačky, však bylo rozhodnuto ještě v témže roce. Dne 28. května 1914 došlo k prvnímu velkému požáru v Dolním Lázu, když blesk během bouře zapálil pět domů. Hašení stěžoval nedostatek vody, ale podařilo se oheň uhasit a částečně zachránit tři domy. Ve stejném roce bylo rozhodnuto postavit dvoupatrové hasičské cvičiště, které zároveň sloužilo jako sušák na hadice. V tomto roce bylo také ke sboru přijato čtrnáct žen.
K dalšímu velkému požáru došlo 21. května 1924, kdy blesk zapálil dům v Horním Lázu. Než se oheň podařilo uhasit, rozšířil se na sedm domů, z nichž pět kompletně shořelo. V roce 1935 byla zakoupena nová hasičská stříkačka DS 16. V roce 1938 sbor od svého založení zasahoval u 40 požárů a několika povodních. Činnost sboru omezila druhá světová válka, kdy se přestaly konat cvičení a nebyla zapisována kronika. Sbor začal být znovu aktivní po oslavách šedesátého výročí od svého založení, kdy převzal perleťovou skříňku s emblémem hasičů a byl mu přislíben sborový prapor. Ten mu byl slavnostně předán v roce 1949 u pomníku padlých vojáků.
V letech 1970–1973 byla postavena nová hasičská zbrojnice a poté požární nádrž, která v létě slouží jako koupaliště. Po výstavbě zbrojnice došlo opět k poklesu činnosti sboru. V roce 1985 bylo přijato osm žen, které vytvořily soutěžní družstvo a následně vznikl i žákovský oddíl. V roce 1999 se podařilo výrazně omladit družstvo mužů, ale upadla činnost družstva žen, které se již nepodařilo obnovit. Družstvo mužů však v dalších letech dosáhlo úspěchů, ačkoliv aktivní činnost soutěžního družstva opět ustala po roce 2009.

### Rok 1932
V roce 1932 byly obci Horní Láz (526 obyvatel) evidovány tyto živnosti a obchody: družstvo pro rozvod elektrické energie v Horním Lázu, tři hostince, kolář, kovář, dva krejčí, mlýn, obuvník, pekař, obchod s lahvovým pivem, dva řezníci, čtyři obchody se smíšeným zbožím, trafika.

## Pamětihodnosti
- Pozůstatky typické podbrdské lidové architektury – venkovský dům čp. 121
- Technickou památku představuje 17,5 km dlouhá neudržovaná stoka Struhy z poloviny 19. století, přivádějící vyzděným korytem vodu pro příbramské doly.

## Doprava

### Dopravní síť
Územím obce silnice I/18 Rožmitál pod Třemšínem – Příbram – Sedlčany – Votice. Do obce dále vede silnice III. třídy. Železniční trať ani stanice či zastávka na území obce nejsou.

### Autobusová doprava 2024
Autobusovou dopravu v obci Láz zajišťuje společnost Arriva Střední Čechy. Obec je součástí Pražské integrované dopravy (PID). V obci se nacházejí zastávky Láz,Dolní, Láz,Horní a Láz,prodejna. Na silnici I/18 se nachází zastávka Láz,Jamky. Láz obsluhují dvě autobusové linky: 509 a 521. Linka 509 zde začíná (nebo končí) a pokračuje přes Bohutín a Příbram do Trhových Dušníků. Linka 521 spojuje Láz s Bohutínem a Příbramí a na druhou stranu s Vranovicemi, Sedlicí nebo Hoděmyšlem, Rožmitálem pod Třemšínem, Věšínem a Bukovou. Tato linka většinou obsluhuje pouze zastávku Láz,Jamky.

## Turistika
Na území obce zasahují brdské lesy, které byly před 1. lednem 2016 oficiálně veřejnosti nepřístupné. Zde se nachází i Vodní nádrž Láz. Směrem k Nepomuku se nachází hora Plešcem. Obcí vedou cyklotrasy č. 8190 Bohutín – Láz – Nepomuk – Rožmitál pod Třemšínem a č. 8198 Láz–Obecnice.

## Fotogalerie

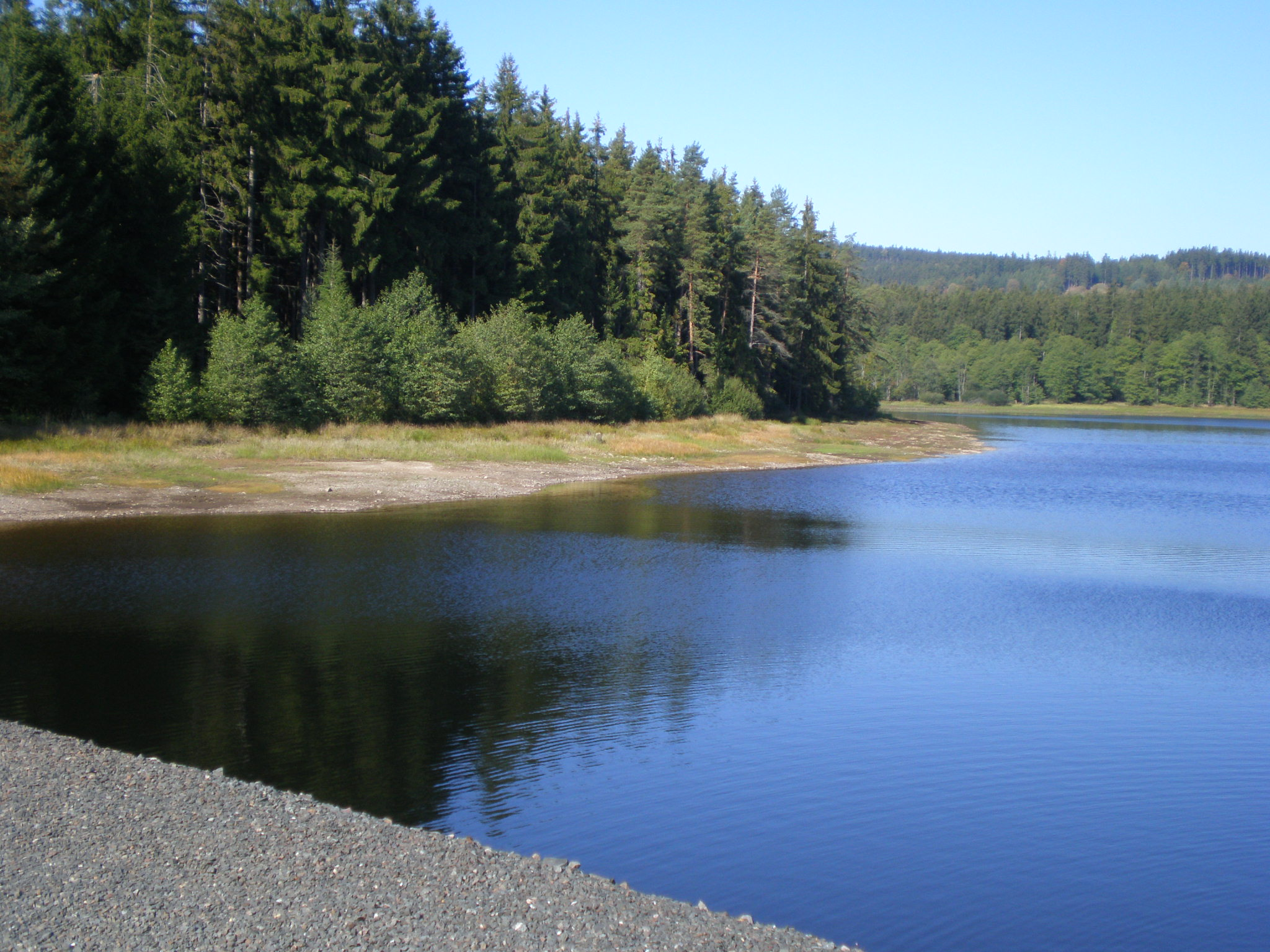
Lázská nádrž na řece Litavce v Brdech
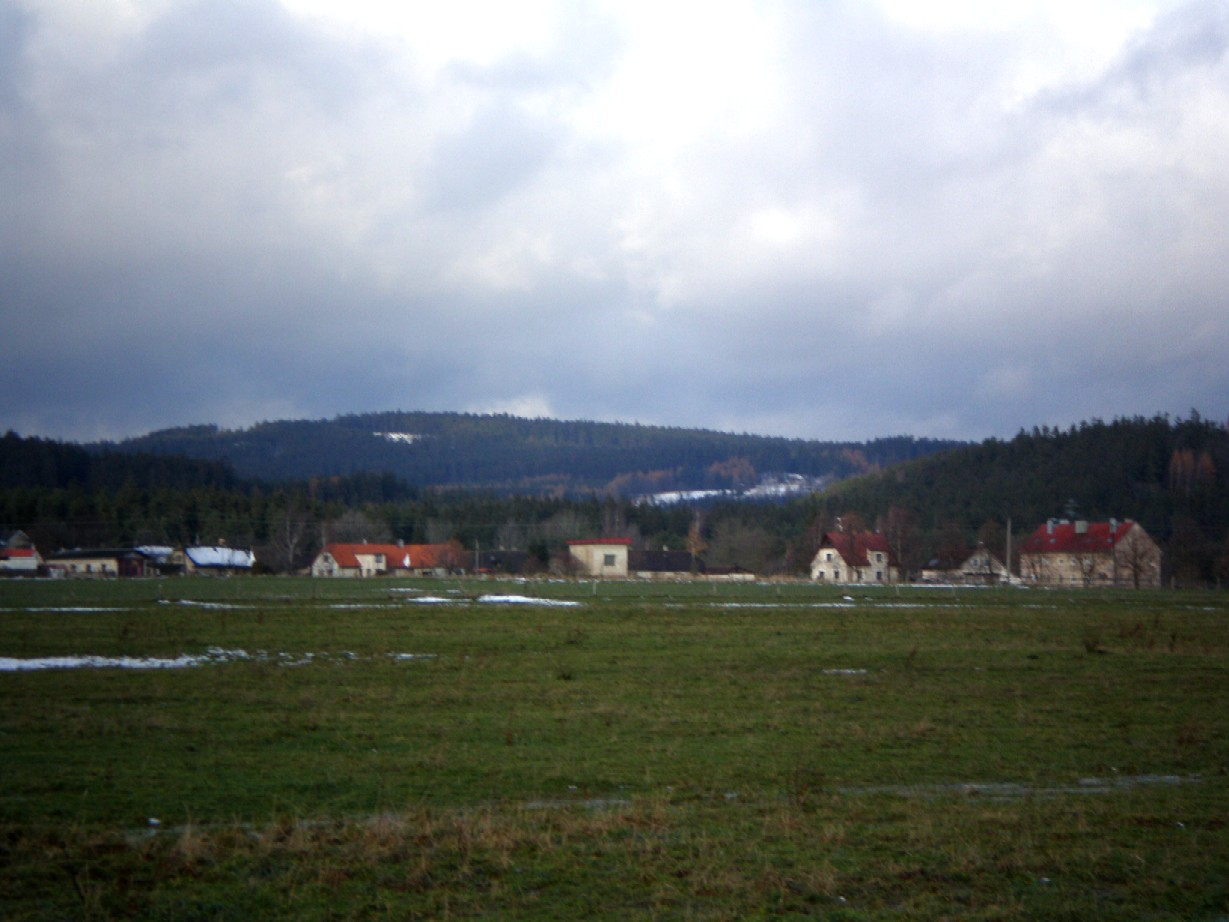
Vrch Brdce (839 m)